# 社会主义工人党 (乌拉圭)
社会主义工人党（西班牙語：Partido Socialista de los Trabajadores，缩写为PST）是乌拉圭的一个托洛茨基主义政党。该党成立于1971年；同年，该党参与创建左翼政党联盟广泛阵线，自那时起，该党一直是广泛阵线的成员。该党还是圣保罗论坛的成员。该党的政治立场与第四国际接近。